# Itaballia demophile
Itaballia demophile är en fjärilsart som först beskrevs av Carl von Linné 1763.  Itaballia demophile ingår i släktet Itaballia och familjen vitfjärilar. Inga underarter finns listade i Catalogue of Life.

## Bildgalleri

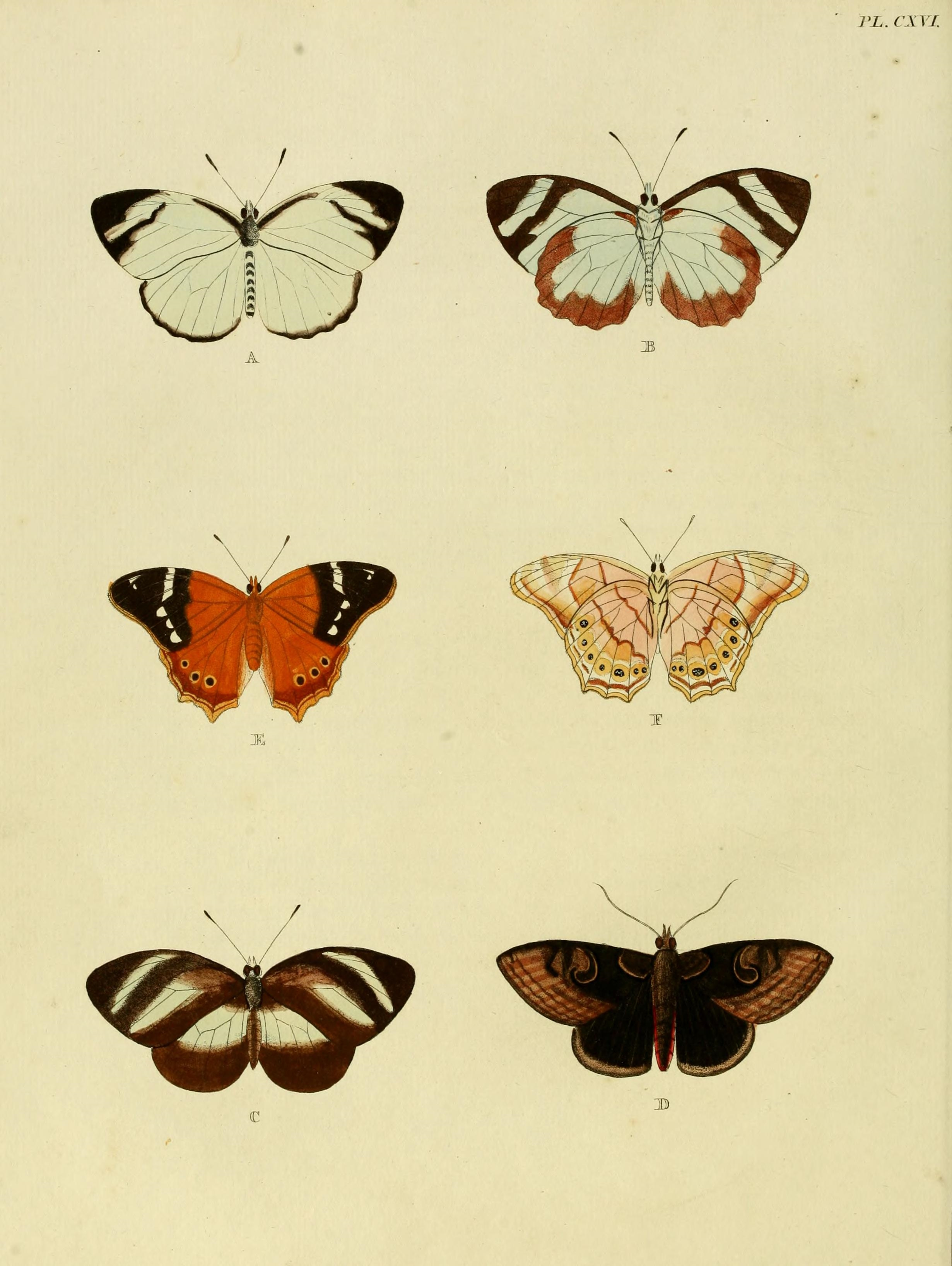
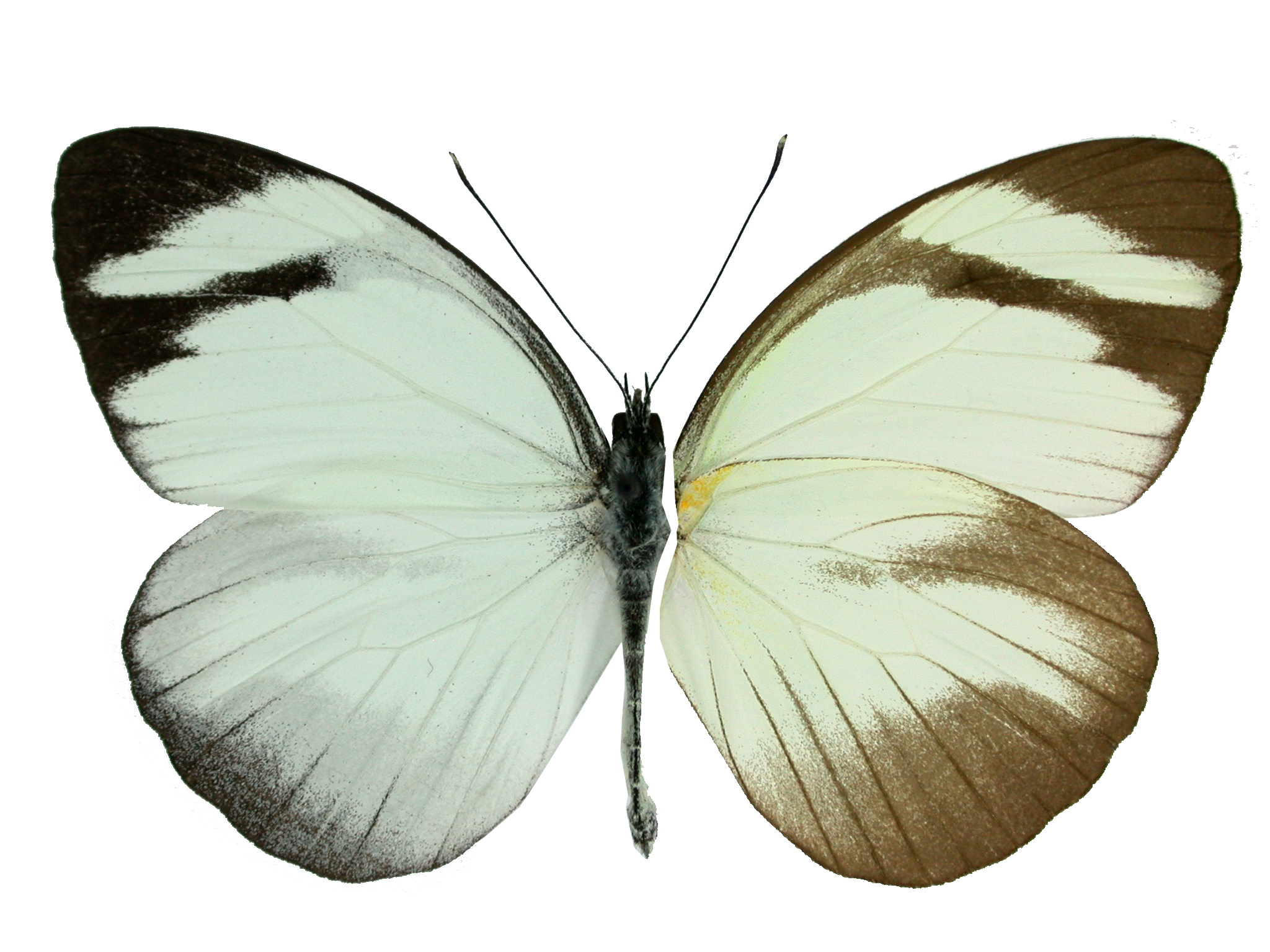